# ロマンス (郷ひろみの曲)
「ロマンス」は、1983年4月21日に発売された郷ひろみ46作目のシングル。

## 解説
「哀しみの黒い瞳」に続きフリオ・イグレシアスの「愛のロマンス」（原曲は映画『禁じられた遊び』の主題歌）をカバーした。同じ新御三家の西城秀樹も「ギャランドゥ」のB面で同曲をカバーしている。

## 収録曲
全曲　日本語詞：山川啓介／編曲：川口真
1. ロマンス（3分04秒）
作詞・作曲：J.Iglesias R.Ferro Cecillia
2. さすらい夢人（4分02秒）
作詞・作曲：J.Iglesias M.de la Calva R.Arcusa G.Belfiore